# Elena Aprile
Elena Aprile   (Milà, 12 de març de 1954) és una física experimental en física de partícules i astrofísica i, des de l'any 1986 és professora de física a la Universitat de Colúmbia. És la fundadora i portaveu de l'experiment  XENON Dark Matter Experiment. Els seus camps d'investigació han estat els detectors amb gasos nobles i la seva recerca en matèria fosca, on hi destaca.

## Educació i carrera acadèmica
Aprile va estudiar física a la Universitat de Nàpols. Va fer la seva tesi de màster al CERN sota la supervisió del professor Carlo Rubbia. Després de rebre la seva Laurea (títol de tesi de màster) el 1978, va matricular-se a la Universitat de Ginebra on va guanyar el seu doctorat el 1982. L'any 1983 va anar a la Universitat Harvard com a investigadora postdoctoral en el grup de Carlo Rubbia. El 1986, Aprile va incorporar-se al professorat de la Universitat de Colúmbia on va obtenir la càtedra el 2001. Entre els anys 2003 i 2009 va ser la co-directora del Laboratori d'astrofísica de Columbia.

## Recerca
Aprile és una especialista en detectors de gasos nobles criogènics i la seva aplicació en la física de partícules i astrofísica. Com a estudiant va començar a treballar en detectors d'argó líquid al CERN i va continuar aquesta tasca de recerca durant el seu postgrau a Harvard. A Columbia va investigar les propietats de líquids nobles per a ús a la espectroscopia de radiació i representació en imatge a astrofísica. Aquests estudis van dur a la construcció de la primera cambra de projecció temporal (LXeTPC) amb xenó líquid i la seva utilització com a telescopi Compton per radiació gamma d'energies de l'ordre del MeV.
Entre els anys 1996 i 2001, Aprile fou la portaveu del projecte Liquid Xenon Gamma-Ray Imaging Telescope (LXeGRIT), un telescopi de representació d'imatge de raigs gamma amb xenó líquid patrocinat per la NASA.
A partir del 2001 va canviar la seva recerca cap a l'àrea de astrofísica de partícules, en concret la detecció directa de matèria fosca amb detectors de xenó líquid. Aprile és fundadora i portaveu de l'experiment XENON. Aquest experiment busca matèria fosca de forma directa, és a dir, quan aquesta dispersa els àtoms de xenó en un entorn, o fons radioactiu, ultra baix com és el cas dels detectors de xenó líquids que es fan servir en laboratoris subterranis a gran profunditat.

## Premis i reconeixements
- Aprile ha rebut el premi Julius Wess per la seva recerca en el camp de la física d'astropartícules l'any 2022.[10] L'any 2019 va rebre el premi Berkeley-Lancelot de la American Astronomical Society (Societat Astronòmica Americana).[11] L'any 2000 va ser escollida com a membre de la American Physical Society (Societat Americana de Física).[12]

- L'any 2005 va rebre la medalla de l'Ufficiale della Republica Italiana del president de la República Italiana, Carlo Azeglio Ciampi.[13]

- L'asteroide Llista d'asteroides (268001-269000)#268401-268500, descobert per l'astrònom amateur Silvano Casulli, va rebre el seu nom en el seu honor l'any 2006.[14][15]

- L'any 2020 va ser seleccionada com a professora de física visitant Margaret Burbidge a la Universitat de Califòrnia a San Diego.[16] Aquest mateix any fou també escollida com a membre de la Acadèmia Americana de les Arts i les Ciències.[17]